# 마르코 레머
마르코 레머 (Marko Rehmer, 1972년 4월 29일, 동베를린 ~) 은 은퇴한 독일의 축구 선수로, 현역 시절 주로 중앙 수비수로 활약하였다.

## 클럽 경력
프로 데뷔 이전에 레머는 지역 클럽인 1. FC 우니온 베를린 소속이었다. 그는 1997년 겨울 이적 시장에서 구 독일 민주 공화국의 FC 한자 로스토크에 거의 25세의 나이에 입단하며 처음으로 푸스발-분데스리가 경기에 출전하였다. 그는 두차례의 반시즌동안 로스토크 소속으로 활동하며 팀이 1부 리그에 잔류하는데 힘을 보탰다.
이어지는 6년간, 레머는 베를린의 다른 클럽인 헤르타 BSC 베를린에 입단하였다. 그는 그곳에서 수비 주축으로 활약하며 4시즌 연속으로 팀의 UEFA컵 진출권을 획득하도록 하였으나, 잦은 부상을 당하였다.
2005년, 레머는 아인트라흐트 프랑크푸르트로 이적하였다. 그는 더 자주 부상을 당하며, 2006-07 시즌이 끝난 후 은퇴가 불가피했다. 그는 은퇴 직전에 최종 12번의 리그 경기에서 팀을 강등 위기에서 구해냈다.

## 국가대표팀 경력
레머는 독일 축구 국가대표팀 경기에 5년간 35번 출전하였고, 4번을 득점하였다. 그는 1998년 9월 2일, 2-1로 승리한 몰타와의 친선경기였다.
2000-01 시즌은 그의 전성기였고, 그는 이동안에 20경기에 출전하였는데, 2경기는 UEFA 유로 2000의 경기었다. 그러나 UEFA 유로 1996의 우승팀인 독일은 조별리그에서 탈락하였다. 그는 2002년 FIFA 월드컵에도 참가하였고, 1-0으로 승리한 파라과이와의 16강전에서 45분 출전한 뒤, 준우승 메달을 목에 걸었다.

## 수상

### 클럽
- DFB-리가포칼
  - 우승: 2001, 2002
  - 준우승: 2000
- DFB-포칼 준우승: 2005-06

### 국가대표팀
- FIFA 월드컵 준우승: 2002